# サワー沢口
サワー沢口（さわーさわぐち、1975年8月4日 - ）は、静岡県浜松市出身のピン芸人、イラストレーター。
本名は澤口 豪（さわぐち つよし）。
太田プロセミナー14期生。2009年2月まで太田プロダクション、同年7月から2014年まではトップ・カラーに所属していたが、2015年からフリーで活動。
2024年10月より東京演芸協会にも所属。

## 芸風
- 主なネタは「リアルに吐く人」というものや、「リアルに咳をする人」というものがある。
- ものまねのレパートリーには安住紳一郎（TBSアナウンサー）、吉川晃司、布袋寅泰、沢田研二、豊川悦司、槇原敬之、渡部篤郎などがある[2]。
- ネタの一種になる拘りとして、いつもサテンのキラキラに輝いた服（サワーシャツ）をきている。サワーシャツは2着。実はサテンでなくポリエステルである。
- 芸人以外にイラストレーターとしても活動。ソネットエンタテインメント運営のコンテンツ、バクスト（現在はサービス提供終了）にて、4コマ漫画・イラスト・手書きの枠線を提供[3]。

## 出演番組
- 細かすぎて伝わらないモノマネ選手権
- ものまねバトル☆CLUB
- 爆笑オンエアバトル 戦績0勝2敗 最高337KB
- エンタの天使　キャッチコピーは「はじける微炭酸ものまね」
- ものまね新人ウォーズ（TBS）- 2010年10月4日
- めちゃ×2イケてるッ!（フジテレビ）
- ライオンのごきげんよう（フジテレビ）